# Campeonato Internacional de Debate Universitario Puerto Montt
El Campeonato de Debate Universitario de Puerto Montt, también conocido como "el torneo de debate más austral del Mundo" es un Torneo en Modelo de debate: Parlamento Británico o "Modelo Parlamentario-Británico", que reúne a Universidades e Instituciones de todo Chile y Sudamérica.  llevando a cabo su primera edición los días 5 y 6 de junio de 2014.
Este Torneo fue Organizado por el Centro Cultural CREE,  y pronto ganó fuerza y auspicios de Instituciones Privadas, la Prensa Escrita local y de Instituciones Públicas. llevándose a cabo en las dependencias de la Biblioteca Municipal y Centro Cultural Diego Rivera (dentro de la Ciudad de Puerto Montt), donde se Dispuso de 6 salas de debate simultáneo, y abierto al público en general.
La Primera Edición se llevó a cabo con las siguientes instituciones:
Universidad Continental (Perú)
Universidad de Palermo. (Argentina)
Universidad ESAN (Perú)
Universidad de Chile.(Chile)
Universidad Católica de Chile (Chile).
Escuela de Investigaciones Policiales (Chile)
Escuela de Aviación (Chile)
Universidad de Los Lagos (Chile)
Universidad Andrés Bello (Chile)
Universidad Santo Tomas Santiago (Chile)
Universidad Santo Tomas Los Ángeles (Chile)
Universidad Santo Tomas La Serena (Chile)
Universidad Santo Tomas Concepción (Chile)
Universidad Santo Tomas Puerto Montt (Chile).
Universidades de Bolivia y Colombia no Pudieron Asistir al torneo, así por ejemplo La Universidad Francisco Marroquín que confirmó su participación, pero no pudo hacerse presente en el certamen.

## Formato.

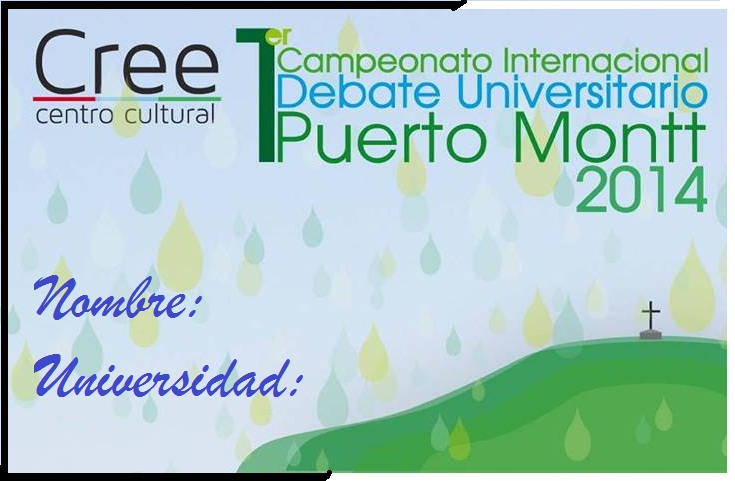
Credencial Entregada Durante el Torneo

La Competición se llevó a cabo de acuerdo al Formato Parlamentario Británico, donde existen 2 bancadas (Casa de Gobierno y Oposición) y cada Bancada está dividida en 2 equipos o parejas (Cámara alta; Compuesta por el Primer Ministro Y Vice-primer ministro y Cámara baja; Compuesta por el Extencionista y el Látigo ), donde cada orador debe cumplir una función especifica (definiciones, argumentos, refutaciones, conclusiones). Se otorga a cada equipo 15 minutos, para crear sus argumentos (el tiempo de desarrollo comenzaba desde el momento en que se daba a conocer la Moción). Concluido ese tiempo, eran llamados a sala a defender sus posturas, para el cual, cada orador tenía un tiempo de 7 minutos, dentro de los 6 minutos iniciales, el orador que estaba en el podio, era susceptible de recibir Puntos de información o Preguntas, teniendo la facultad de recibirlo o rechazarlos.

## Distribución.
La Distribución de salas, de bancadas y de mociones, se realizaba por sorteo, de esta forma se fijaba una sala, luego los equipos y sus posiciones (favor/contra, Cámara alta/baja), se fijaba al juez y en último lugar, se señalaba la Moción, que era general para todos los equipos.

## Competencia
El torneo estaba organizado en 2 fases, la primera de eliminación y clasificación, que contó con 5 debates por pareja, y la fase final donde quedaban los 8 mejores de la primera fase; en este torneo, cada institución podía llevar más de una pareja, asegurando así más de un lugar en el podio.
Pasaron a Semifinal los equipos de:
1. 1.-Escuela de Aviación
2. 2.-Universidad de Chile (Equipo 1)
3. 3.-Universidad de Chile (Equipo 2)
4. 4.-Universidad Andrés Bello
5. 5.-Universidad Católica
6. 6.-Universidad de Palermo
7. 7.-Universidad Santo Tomas Santiago
8. 8.-Universidad Católica (Equipo 2) *(que obtuvo ese puesto, debido a la Renuncia de la Universidad Continental de Perú quien quedó en semifinales, pero debió retirarse del torneo por problemas personales)

## Final del Torneo
Se caracterizó la final, porque pasaron 2 equipos de la Universidad de Chile (que se repartirían el Primer y Tercer Puesto), la Universidad Andrés Bello,(que se quedó con el segundo puesto, siendo una de las favoritas, por el hecho de que su Sociedad de Debate, es la Actual Campeón Mundial de la Categoría) y la Universidad de Palermo, que fue el equipo Revelación, y el único equipo extranjero en llegar a la final, Dejando fuera de la Final a equipos como el de la Escuela de Aviación y la Universidad Católica que se consolidaron al comienzo del torneo.
| Año  | Lugar                                                                | Campeón                                                                                             | Finalistas |
| ---- | -------------------------------------------------------------------- | --------------------------------------------------------------------------------------------------- | --- |
| 2014 | Chile Biblioteca Municipal/Centro Cultural Diego Rivera Puerto Montt | Chile Universidad de Chile1 Santiago. Dupla: Gerardo Rojas (Ingeniería) y Camilo Saldías (Derecho). | 1. Chile Universidad de Chile1 Santiago. 2. Chile Universidad de Chile3 Santiago. 3. Chile Universidad Andrés Bello Santiago. 4. Argentina Universidad de Palermo Buenos Aires |

## Estadísticas de la final
| Equipo | Equipo                                                            | Pts | DJ | Rend  |
| ------ | ----------------------------------------------------------------- | --- | -- | ----- |
| 1      | Universidad de Chile 1 (Gerardo Rojas y Camilo Saldías) Chile     | NS  | 7  | 100%  |
| 2      | Universidad Andrés Bello (Constanza Díaz y Gabriela Muñoz) Chile  | NS  | 7  | 80,0% |
| 3      | Universidad de Chile 3 (Juan Carlos Claret y Diego Sporman) Chile | NS  | 7  | 66,6% |
| 4      | Universidad de Palermo (Facundo Álvarez y Martín Solé) Argentina  | NS  | 7  | 66,6% |

| Chile                                           |
| Campeón Sociedad De Debate Universidad de Chile |
| Primer título                                   |